# Фудзісато

40°16′42″ пн. ш. 140°15′43″ сх. д. / 40.27833° пн. ш. 140.26194° сх. д.
Фудзіса́то (яп. 藤里町, ふじさとまち, МФА: [ɸud͡ʑisato mat͡ɕi̥]) — містечко в Японії, в повіті Ямамото префектури Акіта. Станом на 1 жовтня 2007 площа містечка становила 281,98 км². Станом на 1 липня 2008 населення містечка становило 4104 осіб.